# Achaeus cranchii
Achaeus cranchii är en kräftdjursart som beskrevs av Leach 1817. Achaeus cranchii ingår i släktet Achaeus och familjen Inachidae. Inga underarter finns listade i Catalogue of Life.